# Michelau in Oberfranken
Michelau in Oberfranken (amtlich: Michelau i.OFr., fränkisch: Michlaa) ist eine Gemeinde im oberfränkischen Landkreis Lichtenfels im Norden des Freistaates Bayern.

## Geographie

### Geographische Lage
Benachbarte größere Städte sind Lichtenfels (etwa fünf Kilometer), Coburg (etwa 25 km), Kronach (etwa 25 km), Kulmbach (etwa 30 km) und Bamberg (etwa 45 km).

### Gemeindegliederung
Die Gemeinde Michelau hat fünf Gemeindeteile (in Klammern ist der Siedlungstyp angegeben):
- Lettenreuth (Pfarrdorf)
- Michelau i.OFr. (Pfarrdorf)
- Neuensee (Kirchdorf)
- Oberreuth (Dorf)
- Schwürbitz (Pfarrdorf)

## Geschichte
Michelau wurde erstmals 1195 urkundlich erwähnt. Entstanden ist der Ort aus einem Fischerdorf am Main, in dem bis ins 18. Jahrhundert Weinbergspfähle für Mainfranken hergestellt wurden. Im 18. Jahrhundert verbreitete sich die Korbmacherei, deren Produkte schon um 1780 bis nach Holland, 1792 bis nach Preußen und Russland verkauft wurden. Im Jahr 1840 lebten in Michelau 1003 Menschen. Um 1900 gab es in Michelau fast 900 Korbmacher, deren Erzeugnisse in die ganze Welt gingen. Ab 1950 entstanden auch einige Großbetriebe, die das wirtschaftliche Rückgrat der Gemeinde bilden (Korbwaren, Kinderwagen, Metallwaren, Spielwaren, Textilien, Autozubehör).

### Eingemeindungen
Am 1. Januar 1977 wurde die Gemeinde Lettenreuth eingegliedert. Aus der Gemeinde Neuensee wurde bereits am 15. Februar 1952 die neue Gemeinde Neuensorg ausgegliedert. Neuensee wurde am 1. Januar 1978 zusammen mit Schwürbitz eingemeindet.

### Einwohnerentwicklung
Im Zeitraum 1988 bis 2018 stieg die Einwohnerzahl minimal von 6377 auf 6386 um 9 bzw. um 0,1 %. Am 31. Dezember 2000 hatte Michelau 7089 Einwohner.

## Religion
- 49,35 % evangelisch
- 45,01 % katholisch
- 05,64 % andere

## Politik

### Bürgermeister
Erster Bürgermeister ist seit dem 2. Mai 2021 Jochen Weber (CSU). Er folgte Dirk Rosenbauer (CSU), der im Dezember 2020 unerwartet verstarb und seit Mai 2020 im Amt war Dessen Vorgänger war seit 2006 Helmut Fischer (CSU), davor amtierte elfeinhalb Jahre lang Fred Köhlerschmidt (SPD).

### Gemeinderat
Der Gemeinderat hat 21 Mitglieder einschließlich des Bürgermeisters.
- CSU: 9 Sitze
- SPD: 5 Sitze
- FW: 2 Sitze
- Junge Soziale Bürger: 2 Sitz
- Junge Wähler Union: 1 Sitz
- Grüne: 1 Sitz

(Stand: Kommunalwahl am 15. März 2020)

## Wappen
| Wappen von Michelau in Oberfranken | Blasonierung: „Auf silbernem Grund eine geflochtene und geschlossene schwarze Reuse.“ |
| Wappen von Michelau in Oberfranken |                                                                                       |

## Kultur und Sehenswürdigkeiten

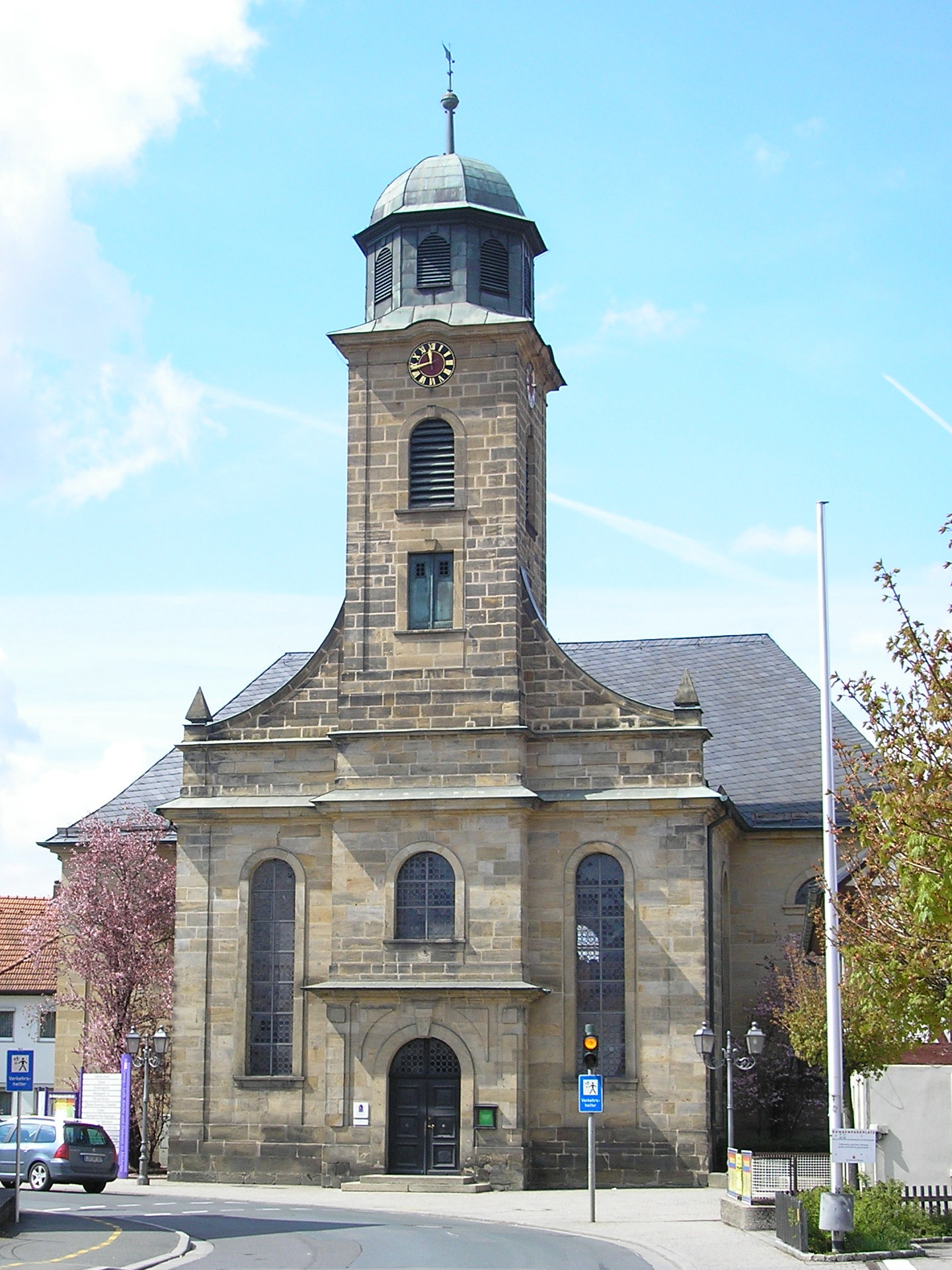
Evangelische Johanneskirche Michelau

### Museen
- Das in einem ehemaligen Korbhändlerhaus untergebrachte Deutsche Korbmuseum zeigt Flechtarbeiten aus der ganzen Welt.[10]

### Baudenkmäler
- Die Klopfermacherstatue im Gemeindeteil Neuensee erinnert an das Teppichklopferhandwerk, das von 1840 bis 1980 im Dorf ausgeübt wurde. Die Skulptur wurde 1997 von Wolfgang Zwieb geschaffen und zeigt Kathi Ritzel, eine der Letzten der Klopfermacherzunft.

## Wirtschaft
Im Jahr 2023 erzielte Michelau Einnahmen aus der Gewerbesteuer in Höhe von 2,86 Millionen Euro. Mit einem Gewerbesteuerhebesatz von 400 % liegt die Gemeinde knapp unter dem durchschnittlichen Gewerbesteuerhebesatz Deutschlands. Dieser beträgt 403 % (Stand: 2022).
Ein großer Arbeitgeber der Stadt war mit mehr als 2000 Beschäftigten das 1967 gegründete Unternehmen Scherer und Trier, das thermoplastische Formteile für die Automobilindustrie entwickelte und fertigte. Nach einer Insolvenz im Jahr 2014 wurde Scherer und Trier 2015 vom indischen Automobilzulieferer Samvardhana Motherson International übernommen und unter dem Namen Samvardhana Motherson Innovative Autosystems (SMIA) weitergeführt. Anfang 2025 hatte SMIA noch 1500 Beschäftigte. Bis Ende 2025 sollen noch 1050 bis 1100 Stellen vorhanden sein.

## Verkehr

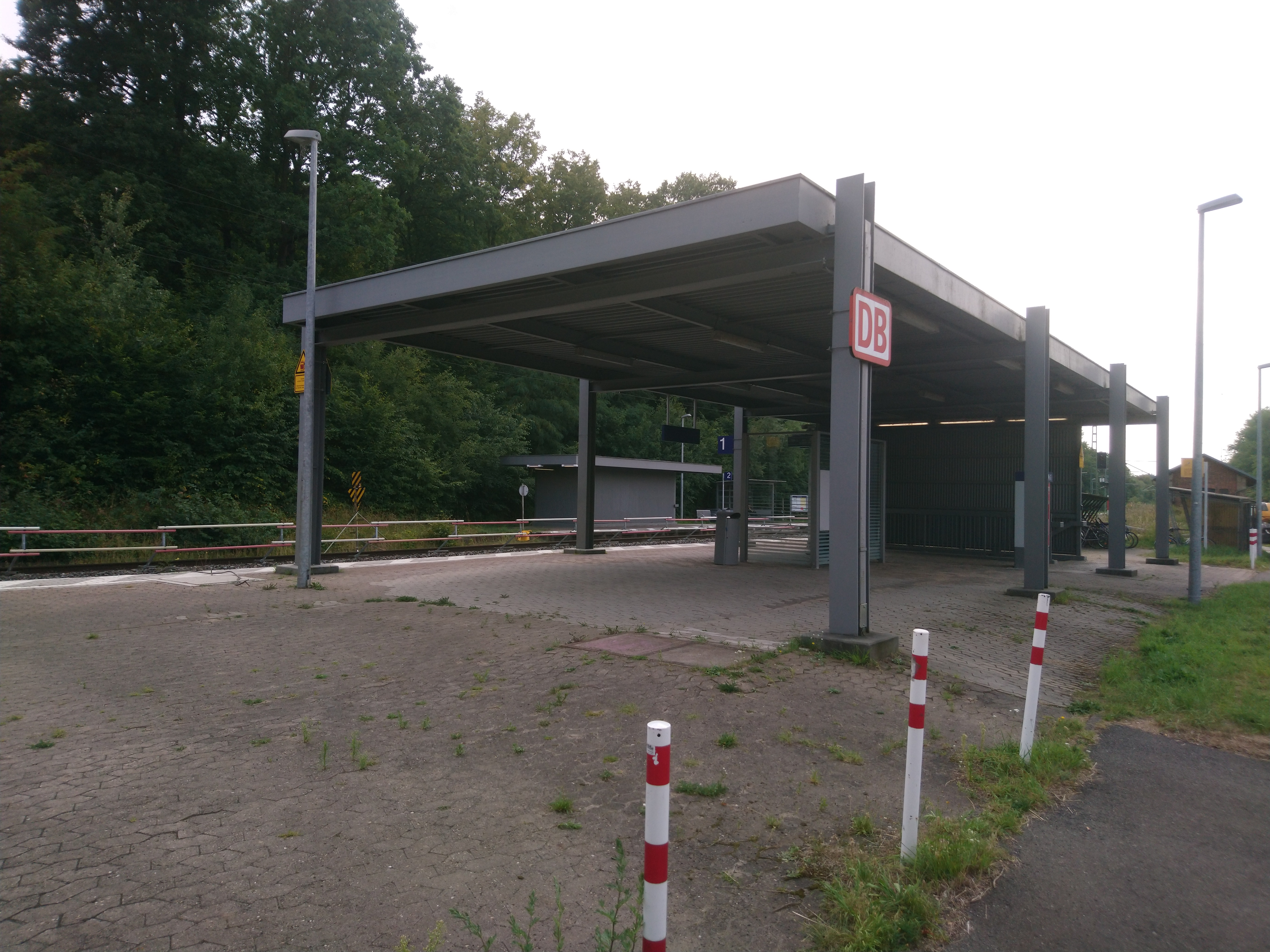
Haltepunkt Michelau (Oberfr)

Der Haltepunkt Michelau (Oberfr) liegt an der Bahnstrecke Bamberg–Hof.

## Persönlichkeiten
- Ernst Anton Clarus (1776–1848), evangelischer Geistlicher und Politiker
- Lorenz Reinhard Spitzenpfeil (1874–1945), Grafiker, Schriftkünstler und Architekturhistoriker
- Nikolaus Pfaff (1892–1951), Lehrer und Politiker (KPD)